# Municipio de Hiawatha (Kansas)
El municipio de Hiawatha (en inglés: Hiawatha Township) es un municipio ubicado en el condado de Brown en el estado estadounidense de Kansas. En el año 2010 tenía una población de 710 habitantes y una densidad poblacional de 4,34 personas por km².

## Geografía
El municipio de Hiawatha se encuentra ubicado en las coordenadas 39°49′7″N 95°29′46″O / 39.81861, -95.49611. Según la Oficina del Censo de los Estados Unidos, el municipio tiene una superficie total de 163.67 km², de la cual 163,4 km² corresponden a tierra firme y (0,16 %) 0,26 km² es agua.

## Demografía
Según el censo de 2010, había 710 personas residiendo en el municipio de Hiawatha. La densidad de población era de 4,34 hab./km². De los 710 habitantes, el municipio de Hiawatha estaba compuesto por el 91,13 % blancos, el 1,97 % eran afroamericanos, el 2,54 % eran amerindios, el 0,28 % eran asiáticos, el 2,11 % eran de otras razas y el 1,97 % eran de una mezcla de razas. Del total de la población el 2,96 % eran hispanos o latinos de cualquier raza.